# Meyliservet Kadin
Meyliservet Kadın (turco ottomano: میل ثروت قادین, lett. "degna bellezza"; Circassia, 21 ottobre 1859 – Istanbul, 9 ottobre 1891) è stata una consorte del sultano ottomano Murad V.

## Origini
Meyliservet nacque il 21 ottobre 1859 nel Caucaso, da una famiglia circassa dell'alta borghesia, che educò lei e sua sorella maggiore in modo da prepararle a matrimonio con l'elité ottomana. Era descritta come molto bella, elegante e aggraziata, con lunghi capelli scuri. 
Sua sorella maggiore sposò un diplomatico ottomano quando Meyliservet era ancora una bambina. Quando il diplomatico venne assegnato come ambasciatore a Roma la moglie portò con loro Meyliservet. La sorella si preoccupò di fornirle un'ottima istruzione e Meyliservet imparò diverse lingue. Dopo otto anni, le due tornarono a Istanbul, mentre il marito rimase in Europa. La sorella era un'amica di Refia Sultan, figlia del sultano ottomano Abdülmecid I, sorellastra del futuro Murad V e nipote dell'allora sultano Abdülaziz, e si recava spesso a trovarla. In un'occasione le disse che, senza il marito, si sentiva sola e triste. Refia chiese allora a suo zio Abdülaziz se non potesse assegnare all'ambasciatore un incarico a Istanbul, cosa che il sultano fece. Quando si recò per ringraziarla, la sorella portò con sé anche Meyliservet. Era la prima volta che la ragazza entrava in un palazzo imperiale e le piacque così tanto che chiese di poter restare lì a servizio. Le Kalfa (serve) le dissero che sarebbe stato inappropriato per una ragazza del suo rango, ma quando lei insistette, spingendosi a dichiarare che sarebbe rimasta a costo di farsi giustiziare, riferirono la sua richiesta a Refia Sultan, la quale acconsentì e disse che non avrebbe scacciato qualcuno tanto entusiasta di stare con loro e le fece preparare subito una stanza.
Meyliservet era quindi un'eccezione fra le dame ottomane, non essendo né una schiava né una ragazza inviata a corte dalla propria famiglia, ma una donna libera che rimase a corte per sua libera scelta.

## Matrimonio
Qualche tempo dopo Refia Sultan organizzò un ballo in onore del suo fratellastro Murad, all'epoca Valiahd Şehzade (principe ereditario), che stava venendo a trovarla. Sapendo che il fratello prediligeva le ragazze bionde, ne scelse una e la istruì su come compiacere il fratello.
Tuttavia, Murad non la notò nemmeno, perché era rimasto affascinato da Meyliservet. Dopo la cena l'orchestra iniziò a suonare musica europea e Murad chiese a Meyliservet di ballare. Refia era infastidita ma trovava di cattivo gusto dire lei stessa al fratello che era la ragazza bionda quella scelta per lui, così a fine serata chiese a un altro fratellastro, Şehzade Kemaleddin, di farlo per lei. Murad rispose che la ragazza non gli interessava, ma che avrebbe voluto sposare quella con cui aveva ballato. Refia, vedendo che anche Meyliservet sembrava gradire Murad, acconsentì.
Meyliservet sposò Murad l'8 giugno 1874 a Palazzo Dolmabahçe, diventando la sua quarta consorte. Un anno dopo diede al sultano una figlia, che fu tenuta nascosta in quanto era all'epoca vietato per i principi ottomani avere figli prima di salire al trono, anche se Murad, col favore di suo zio Abdülaziz, ne aveva già avuti quattro, di cui due sopravvissuti. 

## Consorte imperiale
Un anno dopo, nel 1876, Abdülaziz fu deposto e morì il 4 giugno in circostanze sospette. Murad V divenne sultano e Meyliservet venne elevata a "Quarta Kadın", col titolo di Meyliservet Kadın, mentre la loro figlia Fehime Sultan fu portata a Palazzo Dolmabahçe e riconosciuta come principessa. 
Tuttavia, 93 giorni dopo, Murad V venne deposto, per supposta incapacità mentale, dal suo fratellastro Abdülhamid II, e rinchiuso, con tutta la sua famiglia, a Palazzo di Çırağan. Tutti i tentativi di liberarlo fallirono.

## Morte
Nel 1891 Meyliservet cadde malata. Superata la febbre, sembrava essersi ripresa, anche se era ancora debole. Una sera, le sue Kalfa erano riunite attorno a lei per leggerle un romanzo, Hasan il marinaio, mentre sua figlia Fehime suonava il pianoforte. 
A un tratto una delle ragazze, Lebiriz Kalfa, urlò di aver visto un topo, scatenando il panico. Fehime addirittura si arrampicò sul pianoforte. Le urla e il caos provocarono una ricaduta in Meyliservet, che peggiorò rapidamente, perdendo la capacità di parlare. Tre giorni dopo, riuscì a far capire che voleva carta e penna. Scrisse un biglietto per Murad: "Non mi riprenderò da questa malattia. Affido mia figlia alle tue cure". La mattina dopo, il 9 dicembre 1891, morì, triste e sola.
Fu l'unica delle consorti di Murad a pre-morirgli e perciò l'unica che non lasciò mai il Palazzo di Çırağan. Murad soffrì molto la sua morte improvvisa e per molti anni smise di apprezzare la musica come una volta, dal momento che gli ricordava la sera in cui aveva incontrato Meyliservet. 

## Discendenza
Da Murad V, Meyliservet ebbe una figlia:
- Fehime Sultan (2 luglio 1875 - 15 settembre 1929). Sposata due volte, senza figli.

## Cultura popolare
- Meyliservet è un personaggio del romanzo storico di Ayşe Osmanoğlu The Gilded Cage on the Bosphorus (2020)[13].